# Theresa Hannig
Œuvres principales
- Die Optimierer

Theresa Hannig, née le 21 juin 1984 à Munich, est une écrivaine allemande de science-fiction et une militante sociale.

## Biographie
Theresa Hannig grandit à Kottgeisering et Fürstenfeldbruck et commence à écrire très tôt, elle a déjà écrit trois romans avant la fin de l'école secondaire.  Elle étudie les sciences politiques (ainsi que la philosophie et l'économie comme matières additionnelles)  à l'Université Louis et Maximilien à Munich. Elle travaille ensuite dans le secteur informatique, comme développeuse de logiciels,  consultante pour l'éditeur de logiciels SAP, dans la gestion de projet pour les installations solaires et enfin comme créatrice d'éclairages,.  
Elle remporte le prix Stefan Lübbe 2017 pour son manuscrit Die Optimierer. Dans ce roman de science-fiction, Theresa Hannig traite des aspects politiques et éthiques de la protection des données, du revenu de base inconditionnel et de l'automatisation. L'histoire se passe à Munich en 2052 et décrit un monde où tout va bien. La plupart des travaux seront effectués par des machines et les robots veillent à la sécurité. La contrepartie est la surveillance totale dont les citoyens sont l'objet. Grâce à ce prix, Theresa Hannig signe un contrat d'édition avec Bastei Lübbe et son roman est publié. Il remporte en 2018, dans le cadre de la Foire du livre de Francfort, le prix des littératures de l'imaginaire Seraph pour le meilleur premier roman,,. 
En juin 2019, paraît Die Unvollkommenen, une suite de Die Optimierer qui se déroule dans la "République fédérale d'Europe" (BEU) en 2057, cinq ans après la première partie. Le roman figure sur la shortlist du Phantastik-Preis de la ville de Wetzlar en 2020.
Theresa Hannig donne aussi des conférences sur la science-fiction et  l'avenir de la numérisation et du travail,. Elle est membre du Phantastik-Autoren-Netzwerk (de) et a été temporairement impliquée dans le parti politique des pirates . 
Theresa Hannig est mariée et vit à Fürstenfeldbruck avec son mari et leurs deux enfants.

## Actions citoyennes

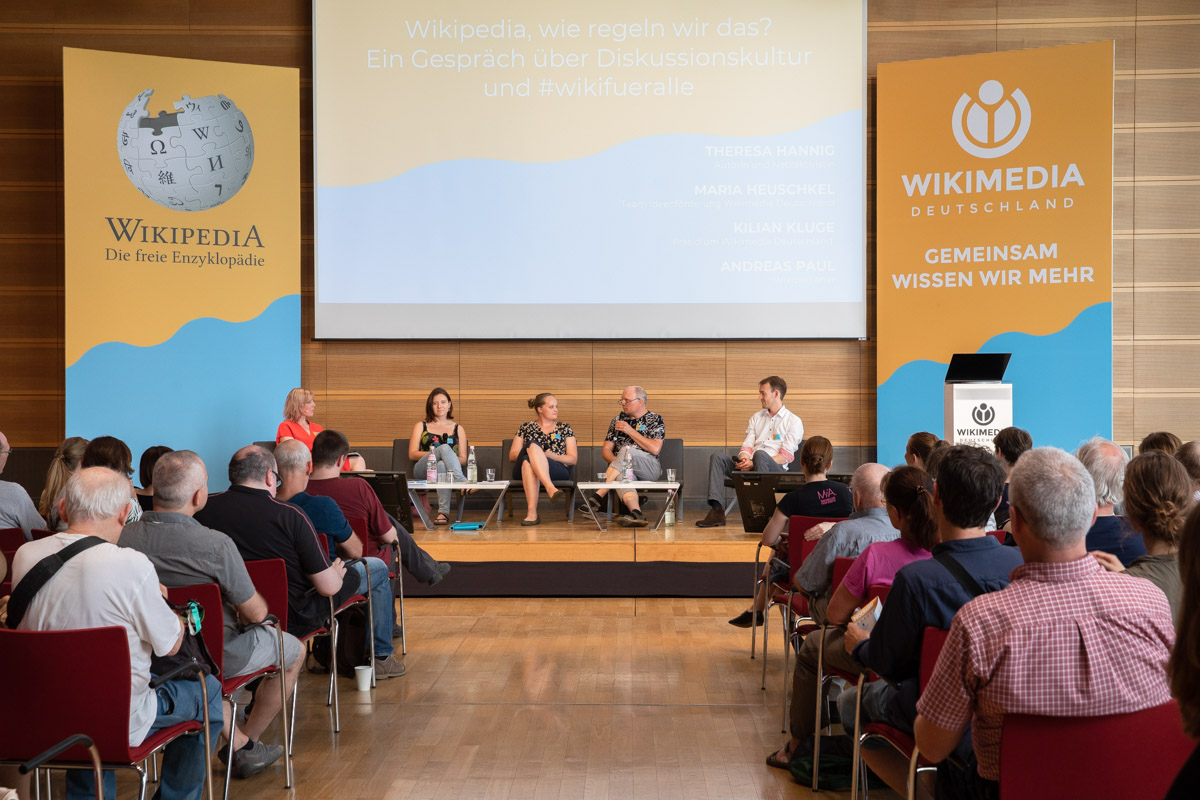
Theresa Hannig (au centre) lors de la table ronde sur la Journée de la connaissance libre de Wikimedia Allemagne, en juin 2019.

En avril 2019, elle participe au lancement d'une pétition en ligne sous le hashtag #wikifueralle (wiki pour tous), pour un traitement plus équitable des sexes dans l'encyclopédie en ligne Wikipedia afin de remédier au biais de genre sur Wikipédia,. Elle veut attirer l'attention sur la domination des hommes dans les structures de l'encyclopédie en ligne, rendre les « femmes et les personnes non binaires » plus visibles et lancer un « processus de démocratisation interne ». Avec l'usage exclusif de la forme masculine générique, les femmes sont rendues invisibles : « Elles sont perçues comme moins importantes et par la suite traitées comme telles »,  « pas de visibilité » devient synonyme de « pas de pertinence ». La pétition demande que la version allemande de Wikipedia utilise davantage un langage moderne et tienne compte du genre. Theresa Hannig déclare « sur Wikipédia, on peut s'attendre à une résistance massive des administrateurs si l'on tente de donner aux femmes plus d'espace linguistique ».  Une partie du problème vient, selon elle, du fait que moins d'articles soient écrits par et sur les femmes, qu'ils sont souvent exposés à de longues discussions sur leur pertinence et éventuellement supprimés. La supériorité numérique des administrateurs contribue au problème.
Elle déclare qu'elle-même n'écrit pas sur Wikipedia mais en est une utilisatrice. 
En septembre 2020, Theresa Hannig, Ulrich Tausend, un éducateur aux médias munichois et le politologue Nils Simon lancent la campagne Corona #Wellenbrecher  afin de sensibiliser aux règles de conduite recommandées contre les infections telles que la distanciation, l'hygiène des mains, le port du masque et l'utilisation de l'application d'alerte Corona,.  La présidente du Parti social-démocrate (SPD), Saskia Esken, la Youtubeuse Honeymoon, le militant pour l'inclusion Raul Krauthausen, l'ancien ministre de l'Intérieur et de la Défense Thomas de Maizière et beaucoup d'autres personnalités de la culture, des médias et de la politique ont participé à la vidéo de la campagne qui a été vue environ 43 000 fois au 14 novembre 2020.
Le terme « Wellebrecher » (brise-lame) a été utilisé pour la première fois dans le contexte du Corona par la sénatrice  pour la santé de Hambourg, Cornelia Prüfer-Storcks, en mars 2020 pour décrire les réglementations plus strictes pour faire face au coronavirus.

## Œuvres

### Romans
- (de) Die Optimierer, Bastei Lübbe, 2017  (ISBN 978-3-404-20887-6)
- (de) Die Unvollkommenen, Bastei Lübbe, 2019  (ISBN 978-3-404-20947-7)
- (de) König und Meister, Roter Drache, 2021  (ISBN 978-3-968-15014-7)
- (de) Pantopia, Tor Books, 2022  (ISBN 978-3-596-70640-2)

### Contributions à des anthologies et des magazines
- BKA vs. King, dans Dunkle Ziffern, Diana Kinne, Fabienne Siegmund et Isa Theobald (éd.), Roter Drache, 2019,  (ISBN 978-3-946425-60-1), pp. 156-166.
- EVI, dans miromente - Zeitschrift für Gut und Bös, n ° 57, octobre 2019, p. 3–8.

## Prix
- Prix Stefan Lübbe 2016 pour Die Optimierer[1]
- Prix Seraph 2018 du meilleur premier roman pour Die Optimierer[6]